# Венката III
Венката III (Педда Венката Райя) (хинди वेंकट तृतीय; + октябрь 1642) — махараджахираджа (царь царей) Виджаянагарской империи из династии Аравиду (1632—1642). Говорил на языке телугу.

## Биография
Представитель последней правящей династии Виджаянагарской империи. Внук Рамарайя Аравиду (1484—1565), родоначальника династии Аравиду .
В 1632 году скончался 30-летний махараджахираджа Виджаянагарской империи Вира Рама Дева Райя (1617—1632), не имея сыновей и братьев. Он назначил своим преемником Педду Венкату Райю (внука Рамарайи Аравиду), правившего в Анеконде. Его дядя по отцовской линии Тимма Раджа, другой брат Шриранги II, заявил о своих претензиях на царство и захватил в власть в форте Веллуру, вынудив Венкату III остаться в своей родной Анеконде. Наяки Джинджи, Танджавура и Мадурая заявили о поддержке Венкаты III, в то время как Тимма Раджа не получил поддержки ни от кого и рассматривался как узурпатор.
Тем не менее Тимма Раджа доставил много хлопот, и междоусобицы продолжались до его смерти в 1635 году. Первоначально он побеждал, пока племянник короля Педды Венкаты (Венкаты III), Шриранга III, не победил Тимму Раджу с помощью голландцев в Пуликате, заставив его признать царский титул за Венкатой III. Тимма Раджа получил некоторые территории под свой контроль, но вскоре во второй раз поднял мятеж и был убит наяком Джинджи в 1635 году. Мир был наконец восстановлен, и Педда Венката Райя или Венката III вступил в форт Веллуру, чтобы взять на себя руководством государством.
22 августа 1639 года Фрэнсис Дэй из Британской Ост-Индской компании получил небольшую полосу земли на побережье Коромандела от Венкаты III в Чандрагири в качестве места для строительства фактории и склада для своей торговой деятельности. Регион находился под контролем наяка из Калахасти и Вандаваси. Это широко рассматривается в качестве основополагающего события формирования мегаполиса Ченнаи (Мадрас) и по сей день отмечается как День Мадраса.
В 1637 году наяки из Танджавура и Мадурая попытались захватить Венкату III и напали на форт Веллуру, но потерпели поражение и вынуждены были заключить мир.
Верный племянник короля, Шриранга III по некоторым причинам выступил против своего дяди в 1638 году и организовал вторжение при поддержке биджапурского султаната. Шриранга III с биджапурцами первоначально атаковал Бангалор, заставив короля Венкату III подписать выгодные им мирный условия. В 1641 году Шриранга III с армией биджапурского султана во второй раз вторгся и был всего в 12 милях от форта Веллуру, но их лагерь был атакован южными наяками.
В 1641 году голкондский султан, наблюдая за беспорядками во владениям Венкаты, отправил большую армию вдоль восточного побережья. Армия Голконды, столкнувшись с жестким сопротивлением вблизи Мадраса сил Венкаты III при поддержке Дамерлы Венкатадри Наяка из Калахасти и наяка Джинджи, двинулась к форту Веллуру. Но Венката III отступил в джунгли Читтура и умер в октябре 1642 года.
У Венкаты III не было сына, и ему сразу же наследовал его восставший племянник Шриранга III, который прибыл в форт Веллуруе после того, как покинул лагерь биджапурской армии.